# 배리 지토
배리 윌리엄 지토(Barry William Zito, 1978년 5월 13일 ~ ) 미국의 전 프로야구 투수이다.

## 경력
네바다주 라스베이거스 출신으로 시속 90마일의 강속구와 커브를 주로 하는 변화구를 주무기로 하는 그는 사상 최고의 좌완 투수였던 샌디 쿠팩스와 비교될 정도이다.
지토는 2000년 오클랜드 애슬레틱스 선수로 프로로 데뷔해 2006년까지 선발 투수로 활약하며 통산 102승(모두 선발)을 거뒀다. 2004년까지는 팀 허드슨(은퇴), 마크 멀더(은퇴)와 함께 오클랜드 애슬레틱스 영건 3인방으로 커다란 활약을 했다. 2002년에는 23승 5패라는 좋은 성적으로 최다승과 사이영상을 수상했다.
2006년 오프 시즌에 자유계약권을 행사해 7년에 1억 2600만 달러 (연평균 1800만 달러)를 받기로 하고 샌프란시스코 자이언츠로 이적했다. 이로써 그는 메이저 리그 역사상 최대 규모 계약을 따낸 투수가 되었다. 한편 이 계약에는 7년째인 2013년에 200이닝 이상을 던지면 이듬해에는 1800만 달러의 구단 옵션이 자동적으로 실행되는 것도 포함되어 있다.
2008년 풀타임 5.15라는 방어율 기록. 180이닝을 던지며 기대했던 것 이상으로 크게 부진했다. 이는 자이언츠 팬들에게 좋지않은 인상을 보여 '먹튀'라는 비아냥을 듣기도 했다.
2010년까지는 2.78의 방어율로 호투하고 있으나, 여전히 불안한 투구를 보이고 있다.
2012년 방어율 4.15 15승을 기록하며 부활에 성공했다. 그는 월드시리즈 디트로이트 타이거즈와의 1차전 선발로 나서 5.2이닝 6피안타 3탈삼진 1실점으로 승리투수가 되었다.

## 연도별 투수 성적
| 연 도      | 소 속      | 등 판 | 선 발 | 완 투 | 완 봉 | 무 4 구 | 승 리 | 패 전 | 세 이 브 | 홀 드 | 승 률 | 타 자 | 이 닝  | 피 안 타 | 피 홈 런 | 볼 넷 | 고 4 | 몸 맞 | 탈 삼 진 | 폭 투 | 보 크 | 실 점 | 자 책 점 | 평 자 책 | W H I P |
| ---------- | ---------- | ----- | ----- | ----- | ----- | ------- | ----- | ----- | -------- | ----- | ----- | ----- | ------ | -------- | -------- | ----- | ---- | ----- | -------- | ----- | ----- | ----- | -------- | -------- | ------- |
| 2000년     | OAK        | 14    | 14    | 1     | 1     | 1       | 7     | 4     | 0        | 0     | .636  | 376   | 92.2   | 64       | 6        | 45    | 2    | 2     | 78       | 2     | 0     | 30    | 28       | 2.72     | 1.18    |
| 2001년     | OAK        | 35    | 35    | 3     | 2     | 0       | 17    | 8     | 0        | 0     | .680  | 902   | 214.1  | 184      | 18       | 80    | 0    | 13    | 205      | 6     | 1     | 92    | 83       | 3.49     | 1.23    |
| 2002년     | OAK        | 35    | 35    | 1     | 0     | 0       | 23    | 5     | 0        | 0     | .821  | 939   | 229.1  | 182      | 24       | 78    | 2    | 9     | 182      | 2     | 1     | 79    | 70       | 2.75     | 1.13    |
| 2003년     | OAK        | 35    | 35    | 4     | 1     | 0       | 14    | 12    | 0        | 0     | .538  | 957   | 231.2  | 186      | 19       | 88    | 3    | 6     | 146      | 4     | 0     | 98    | 85       | 3.30     | 1.18    |
| 2004년     | OAK        | 34    | 34    | 0     | 0     | 0       | 11    | 11    | 0        | 0     | .500  | 926   | 213.0  | 216      | 28       | 81    | 2    | 9     | 163      | 4     | 1     | 116   | 106      | 4.48     | 1.39    |
| 2005년     | OAK        | 35    | 35    | 0     | 0     | 0       | 14    | 13    | 0        | 0     | .519  | 953   | 228.1  | 185      | 26       | 89    | 0    | 13    | 171      | 4     | 0     | 106   | 98       | 3.86     | 1.20    |
| 2006년     | OAK        | 34    | 34    | 0     | 0     | 0       | 16    | 10    | 0        | 0     | .615  | 945   | 221.0  | 211      | 27       | 99    | 13   | 5     | 151      | 4     | 2     | 99    | 94       | 3.83     | 1.40    |
| 2007년     | SF         | 34    | 33    | 0     | 0     | 0       | 11    | 13    | 0        | 0     | .458  | 850   | 196.2  | 182      | 24       | 83    | 4    | 4     | 131      | 5     | 0     | 105   | 99       | 4.53     | 1.35    |
| 2008년     | SF         | 32    | 32    | 0     | 0     | 0       | 10    | 17    | 0        | 0     | .370  | 818   | 180.0  | 186      | 16       | 102   | 10   | 4     | 120      | 3     | 0     | 115   | 103      | 5.15     | 1.60    |
| 2009년     | SF         | 33    | 33    | 1     | 0     | 0       | 10    | 13    | 0        | 0     | .435  | 818   | 192.0  | 179      | 21       | 81    | 8    | 8     | 154      | 2     | 2     | 89    | 86       | 4.03     | 1.35    |
| 2010년     | SF         | 34    | 33    | 1     | 0     | 0       | 9     | 14    | 0        | 0     | .391  | 848   | 199.1  | 184      | 20       | 84    | 7    | 7     | 150      | 7     | 0     | 97    | 92       | 4.15     | 1.34    |
| 2011년     | SF         | 13    | 9     | 0     | 0     | 0       | 3     | 4     | 0        | 0     | .429  | 225   | 53.2   | 51       | 10       | 24    | 1    | 0     | 32       | 1     | 0     | 35    | 35       | 5.87     | 1.40    |
| 2012년     | SF         | 32    | 32    | 1     | 1     | 1       | 15    | 8     | 0        | 0     | .652  | 799   | 184.1  | 186      | 20       | 70    | 6    | 5     | 114      | 1     | 0     | 91    | 85       | 4.15     | 1.39    |
| 통산：13년 | 통산：13년 | 400   | 394   | 12    | 5     | 2       | 160   | 132   | 0        | 0     | .548  | 10356 | 2436.1 | 2196     | 259      | 1004  | 50   | 93    | 1797     | 45    | 7     | 1152  | 1064     | 3.93     | 1.31    |

- 2012년 기준, 굵은 글씨는 시즌 최고 성적.